# Paire de Cooper

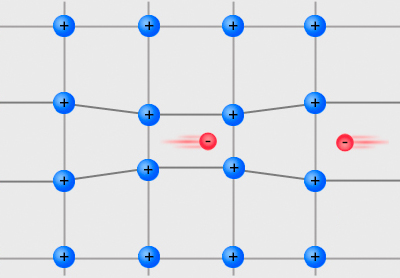
Illustration la création d'une paire de Cooper dans un matériau supraconducteur BCS.

En physique de la matière condensée, une paire de Cooper est le nom donné aux électrons liés entre eux à basses températures d'une manière spécifique décrite en 1956 par Leon Cooper. Leon Cooper montrait qu'une petite interaction arbitraire entre électrons dans un métal peut induire un état de paire d'électrons ayant une énergie plus basse que l'énergie de Fermi, ce qui implique que cette paire est liée. Dans les supraconducteurs classiques, cette attraction est due à l'interaction électron-phonon. L'état de paire de Cooper est responsable de la supraconductivité, comme indiqué dans la théorie BCS développée par John Bardeen, Leon Cooper et John Schrieffer pour laquelle ils obtinrent le prix Nobel de physique en 1972.
La raison de l'appariement peut être décrite par une explication simplifiée. Un électron dans un métal se comporte de manière habituelle comme une particule libre (gaz d'électrons libres). L'électron est repoussé par les autres électrons en raison de leurs charges similaires, mais il est attiré par les ions positifs constituant le réseau rigide du métal. Cette attraction peut tordre le réseau d'ions positifs de telle manière que d'autres électrons seront également attirés (interaction électron-phonon). À longue portée, cette interaction entre électrons due aux ions déplacés peut surpasser la répulsion électronique, et les forcer à l'appariement.
L'énergie de l'interaction d'appariement est assez faible, de l'ordre de 10-3eV, et l'énergie thermique peut donc facilement conduire à la séparation des paires. Par conséquent, seules les basses températures permettent l'existence d'un nombre significatif de paires de Cooper dans un métal. Les électrons d'une paire ne sont pas forcément proches spatialement ; l'interaction étant à longue portée, les électrons appariés peuvent se trouver à plusieurs centaines de nanomètres l'un de l'autre. La distance étant habituellement plus importante que la distance inter-électronique moyenne, un nombre important de paires de Cooper peut occuper le même espace. Les électrons ayant un spin de 1/2 (ce sont des fermions), une paire de Cooper est un boson, auquel le principe d'exclusion de Pauli ne s'applique pas, ce qui permet l'existence d'une population occupant le même état. La tendance pour toutes les paires de Cooper d'un corps à se condenser dans le même état quantique fondamental est responsable des propriétés particulières de supraconductivité.

## Relation à la supraconductivité
Leon Cooper considéra seulement à l'origine le cas de la formation d'une paire d'électrons isolée dans un métal. Lorsque l'on considère l'état plus réaliste consistant en de nombreux électrons formant des paires comme dans le cadre de la théorie BCS complète, on trouve que l'appariement ouvre une bande interdite dans le spectre continu des états d'énergie permis pour les électrons, signifiant que toutes les excitations du système doivent posséder une quantité minimale d'énergie. Ce « gap vers les excitations » conduit à la supraconductivité, les petites excitations comme la diffusion d'électrons étant interdites.
Herbert Fröhlich fut le premier à suggérer que les électrons pouvaient se comporter comme des paires couplées par les vibrations de réseau dans le matériau. Cela était suggéré par l'effet isotopique observé dans les supraconducteurs. L'effet isotopique fait que les matériaux avec des ions plus lourds (différents isotopes nucléaires) ont des températures de transition supraconductrice plus basses. Cela peut être expliqué par la théorie d'appariement de Cooper : les isotopes lourds étant plus difficiles à déplacer, ils sont moins aptes à attirer les électrons ce qui induit une énergie de liaison plus faible pour les paires de Cooper.
La théorie des paires de Cooper est assez générale et ne dépend pas d'une interaction électron-phonon spécifique. Les théoriciens de la matière condensée ont proposé des mécanismes d'appariement basés sur d'autres interactions attractives telles que les interactions électron-exciton ou électron-plasmon. Cependant, et jusqu'à présent, aucune de ces interactions d'appariement alternatives n'ont été observées dans un matériau.